# Бериллиевые руды
Бери́ллиевые ру́ды — природные минеральные образования, содержащие бериллий.

## Общие сведения
Бериллиевыми рудами называют природные минералы включающие бериллий, обычно в виде оксида — ВеО. Интересно, что указанную формулу оксида установил российский химик И. В. Авдеев (1818—1865). До его работ предполагалось, что она имеет вид Be2O3.

## Распространение в природе
Среднее содержание бериллия в земной коре 3,8 г/т и увеличивается от ультраосновных (0,2 г/т) к кислым (5 г/т) и щелочным (70 г/т) породам. Содержание этого металла в промышленно значимых месторождениях лежит в диапазоне от 0,05—0,09 до 0,7 %.
Основная масса бериллия в магматических породах связана с плагиоклазами, где бериллий замещает кремний. Однако наибольшие его концентрации характерны для некоторых темноцветных минералов и мусковита (десятки, реже сотни г/т). Если в щелочных породах бериллий почти полностью рассеивается, то при формировании кислых горных пород он может накапливаться в постмагматических продуктах — пегматитах и пневматолито-гидротермальных телах. В кислых пегматитах образование значительных скоплений бериллия связано с процессами альбитизации и мусковитизации. В пегматитах бериллий образует собственные минералы, но часть его (ок. 10 %) находится в изоморфной форме в породообразующих и второстепенных минералах (микроклине, альбите, кварце, слюдах, и др.). В щелочных пегматитах бериллий устанавливается в небольших количествах в составе редких минералов: эвдидимита, чкаловита, анальцима и лейкофана, где он входит в анионную группу. Постмагматические растворы выносят бериллий из магмы в виде фторсодержащих эманаций и комплексных соединений в ассоциации с вольфрамом, оловом, молибденом и литием.

## Основные бериллиевые минералы
Известно более 30 собственно бериллиевых минералов, но только 6 из них считаются сравнительно распространёнными и могут иметь промышленное значение. В первую очередь это берилл, а далее хризоберилл, бертрандит, фенакит, гельвин, даналит.

## Месторождения бериллиевых руд
Основной производитель бериллиевой руды — США, на которые приходится порядка 90% добычи, остальные 10% добывается в Китае .   В России к значимым местам добычи бериллиевых руд относится Ермаковское месторождение в Бурятии и Малышевское месторождение в Свердловской области.